# Baba Mondi
Edmond Brahimaj (nacido el 19 de mayo de 1959), comúnmente conocido como Baba Mondi, es un líder religioso albanés y es el octavo Bektashi Dedebaba (o Kryegjysh) de la Orden Bektashi. Una orden sufí originalmente proveniente de Turquía.  Recientemente ha sido más conocido por su proyecto de creación del Estado Soberano de la Orden Bektashi, el cual se convertiría en el país más pequeño del mundo y el sería su  jefe de Estado.

## Primeros años de vida
Edmond Brahimaj nació en Vlorë, Albania, en el seno de una familia musulmana bektashi. Completó su educación secundaria en Vlorë y se graduó de la Academia Militar. Desde 1982, sirvió como oficial en el Ejército Popular de Albania. A comienzos de 1991, dejó el servicio militar. Posteriormente, desde el 2 de enero de 1992, inició sus estudios en Dedebabalik, donde se convirtió en derviche el 16 de mayo de 1996.

## Liderazgo de Bektashi
Después del fallecimiento de Baba Tahir Emini, el dedelik de Tirana designó a Baba Edmond Brahimaj, exjefe de los sq de Korçë, para que se encargara de la Harabati Baba Tekke, un monasterio sufí bektashi situado en Tetovo, Macedonia del Norte. El 11 de junio de 2011, Baba Edmond Brahimaj fue seleccionado como líder de la orden bektashi por un consejo de babas albaneses.
En 2024, se informó que Mondi había tenido conversaciones con Edi Rama, el primer ministro de Albania, acerca de la instauración del Estado Soberano de la Orden Bektashi.
En una entrevista posterior al anuncio, Baba Mondi comentó que la ciudadanía del nuevo estado sería limitada a los clérigos y a quienes participaran en su administración, pareciéndose a la estructura del Vaticano. También manifestó su convicción de que obtener el estatus de soberanía potenciaría la Orden Bektashi y su habilidad para enfrentar las ideologías radicales que impactan tanto al mundo musulmán como a la comunidad internacional.
La Orden Bektashi espera que la comunidad internacional reconozca y respalde su soberanía por su defensa de valores religiosos moderados. Baba Mondi hizo enfasís de  que muchos países, especialmente aquellos que combaten el extremismo o las tensiones religiosas, tienen un interés personal en apoyar movimientos pacíficos y moderados como la Orden Bektashi. Resaltó que naciones como Arabia Saudita, los Emiratos Árabes Unidos y Catar, que tienen una influencia significativa en el mundo islámico, pueden encontrar valor en respaldar la tradición sufí chiita pacífica de la Orden. Además, países como China, que enfrentan desafíos relacionados con el Islam militante, podrían ver en la Orden Bektashi una forma de contrarrestar el extremismo sin agravar las divisiones. La Orden confía en que, con el tiempo, la comunidad internacional reconocerá la importancia de escuchar las voces moderadas y considerará al Estado Soberano de la Orden Bektashi como una fuerza positiva para la paz global, la tolerancia y el diálogo.